# Ceratinops sylvaticus
Ceratinops sylvaticus là một loài nhện trong họ Linyphiidae.
Loài này thuộc chi Ceratinops. Ceratinops sylvaticus được James Henry Emerton miêu tả năm 1913.